# Zephaniah Platt (Politiker, 1735)
Zephaniah Platt (* 27. Mai 1735 in Huntington, Provinz New York; † 12. September 1807 in Plattsburgh, New York) war ein US-amerikanischer Jurist und Politiker.

## Leben

### Privatleben
Zephaniah Platt war in Poughkeepsie (New York) als Anwalt tätig. Dann bekleidete er von 1781 bis 1795 den Posten eines Richters im Dutchess County. In dieser Zeit gründete er 1788 die Stadt Plattsburgh, wohin er 1798 zog. Ferner wird er als Urvater des Eriekanals angesehen. Darüber hinaus hatte er von 1791 bis zu seinem Tod 1807 den Posten eines Regent an der State University of New York inne.

### Politisches Wirken
Platt war zwischen 1775 und 1777 Mitglied im Provinzkongress von New York und im letzten Jahr Mitglied des Committee of Safety. Ferner war er von 1777 bis 1783 ein Mitglied im Senat von New York. Danach wurde er in den Jahren 1785 und 1786 in den Kontinentalkongress gewählt. Während dieser Zeit war er 1778 und 1781 Mitglied im Council of Appointments. Später nahm er an der verfassunggebenden Versammlung von New York 1788 teil.

### Familie
Zephaniah Platt ist ein direkter Nachfahre von Richard Platt (1604–1684), der in Ware, Hertfordshire (England) geboren wurde und sich später in der Colony of Connecticut niederließ. Zephaniah hatte zwei Söhne: Jonas Platt (1769–1834) war ein US-Abgeordneter und Charles Z. Platt (* 1773) war Finanzminister von New York. Sein Enkel Zephaniah Platt (1796–1871) war mehrere Jahre lang Attorney General in Michigan und nach dem Amerikanischen Bürgerkrieg ein Bezirksrichter in South Carolina.